# Eliza Lucas Pinckney
Elizabeth „Eliza“ Lucas Pinckney (* 28. Dezember 1722 auf der Plantage Poorest Antigua; † 26. Mai 1793 in Philadelphia) war eine amerikanische Pflanzerin. Als Sechzehnjährige übernahm sie während der kriegsbedingten Abwesenheit ihres Vaters die Leitung seiner drei Plantagen in South Carolina. Ihr wird gewöhnlich Anbau und Verbreitung der Indigopflanze in den späteren Vereinigten Staaten zugeschrieben. Der blaue Farbstoff war in Europa sehr gefragt und veränderte die Wirtschaft South Carolinas gravierend. Indigo wurde nach Reis zur zweitwichtigsten Exportware der Kolonie und deckte mehr als ein Drittel der Einnahmen durch Exporte ab. Während Eliza selbst ursprünglich Großbritannien loyal war, kämpften ihre Söhne Charles Cotesworth Pinckney und Thomas Pinckney im Amerikanischen Unabhängigkeitskrieg gegen die Briten. Die Abschriften ihrer Briefe in ihrem Notizbuch zählen zu den wenigen persönlichen Zeitdokumenten amerikanischer Frauen des 18. Jahrhunderts.

## Leben

### Kindheit und frühe Jugend
Elizabeth (Betsey) wurde als eines von vier Kindern von George Lucas im Central Valley nordwestlich von Willoughby Bay auf Antigua geboren. Ihr Vater war Vorsitzender der Assembly von Antigua und betrieb hier eine Zuckerrohrplantage von 155 ha. Sein Vater, John Lucas, hatte sich in den 1660er Jahren auf der Insel niedergelassen und vererbte seinem Sohn über 200 Sklaven. Ann Mildrum war die Mutter ihrer jüngeren Geschwister, im Taufregister von George Lucas Jr. von 1725 wird sie als Lucas’ Geliebte bezeichnet, das Paar scheint aber später geheiratet zu haben. Es ist nicht klar, ob Elizabeth ihre Tochter war oder aus einer früheren Ehe von Georg Lucas stammte. Ihr Vater konnte seinen Besitz auf 200 ha vergrößern und kaufte ein Haus in St. John’s, der Inselhauptstadt.
Sowohl Eliza als auch ihre Brüder Tom und George wurden in London unterrichtet, wo sie ab 1732 sieben Jahre bei Richard und Mary Boddicott, einem Zuckerhändler und Freund der Familie bzw. in dem Internat von Mrs. Pearson in London lebte. Hier lernte sie Französisch, Geschichte, Geographie, Botanik, Nadelarbeiten, Kurzschrift und Tanz sowie die Grundlagen des Rechts. Im Herbst 1737 kehrte sie im Alter von 15 Jahren nach Antigua zurück, während ihre Brüder in England blieben. Kurz nach ihrer Rückkehr siedelte Lucas, der auf Antigua Schulden gemacht hatte, mit seiner Frau, Eliza und seine jüngste Tochter Mary, genannt Polly, im Jahr 1738 nach South Carolina über, in der Hoffnung, dass das dortige Klima der Gesundheit seiner kränklichen Frau zuträglich sein würde. Er ließ sich etwa 10 km von Charles Town am Wappoo Creek in der Nähe des Stono Rivers, mit seiner Familie auf der Plantage seines Vaters John Lucas nieder.
Lucas ermutigte Eliza nicht, sich mit den für Damen der damaligen Zeit üblichen Handarbeiten zu beschäftigen. Tatsächlich hegte er ein gewisses Misstrauen gegen nähende und stickende Frauen und soll gesagt haben, dass er „niemals Damen über ihren Handarbeiten reden sehen konnte, ohne zu argwöhnen, dass sie Schabernack ausheckten“. 1739 brach Krieg zwischen England und Spanien (1739–1748) aus und Lucas kehrte nach Antigua zurück. Um ein Offizierspatent in dem 38th Regiment of Foot, 1st Battalion, South Staffordshire Regiment zu kaufen, nahm er Hypotheken nun auch auf seine Plantagen und Sklaven auf dem Festland auf. Er wurde 1739 Lieutenant Colonel der britischen Armee und 1742 Lieutenant Governor von Antigua. Die Leitung der Plantagen in South Carolina überließ er seiner sechzehnjährigen Tochter Eliza, da die Gesundheit seiner Frau sich nicht verbessert hatte.
Es handelte sich dabei um:
- Waccamaw: 600 ha am Waccamaw River bei Georgetown. Hier wurden Pech, Teer und gepökeltes Schweinefleisch hergestellt
- Garden Hill/Combahee River, 1200 ha Land Combahee River mit über 70 Sklaven, hier wurde Reis angebaut[19]
- Wappoo (Bluff Plantation), 240 ha, der Wohnsitz von Lucas. Das Gebiet heißt heute West Ashley, die Gebäude sind nicht erhalten[20]. Hier arbeiteten mindestens 20 Sklaven[21]. James Nicholas Cromwell, der Indigo-Experte, den Lucas angestellt hatte, beschwerte sich in einem Brief an Charles Pickney über den schlechten Gesundheitszustand der Sklaven, die in Wappoo für ihn arbeiteten[22].

Waccamaw und Garden Hill wurden durch Aufseher verwaltet, Wappoo durch Lucas selber. Lucas musste Geld erwirtschaften, um die Schulden ihres Vaters abzuzahlen. Neben der Leitung der Plantagen unterrichtete Eliza nach einem Brief von 1742 ihre Schwester Polly und zwei Sklavenkinder, die, wenn sie die Erlaubnis ihres Vaters bekam, auch den anderen „Negerkindern“ Lesen und Schreiben beibringen sollten. Sie übte sich ferner in Musik, Kurzschrift und Französisch und las viel.
Außerdem half sie gelegentlich armen Nachbarn bei der Abfassung von Testamenten.

### Anbauversuche
Wie ihr Vater interessierte sich Eliza für botanische Experimente und begann mit Versuchen, diverse Pflanzen von den West Indies in South Carolina anzubauen. Mit 19 Jahren hielt sie fest, dass sie Feigenbäume gepflanzt hatte, um die Früchte zu trocknen und zu verkaufen, wie später Thomas Jefferson. Auch legte sie einen Baumgarten mit Eichen zum Bau von Schiffen an. Ihre anderen Experimente waren die Aussaat von Ingwer, Baumwolle und Luzerne. Obwohl Freunde und Verwandte ihre Projekte amüsiert betrachteten, ließ sich Eliza nicht beirren und schrieb ihrer Freundin Mary Bartlett, der Nichte ihres späteren Ehemannes Charles Pinckney:

„Dein Onkel meint: ‚Sag der kleinen Visionärin, dass sie in die Stadt kommen und an jenen Vergnügungen teilnehmen soll, die ihrem Alter entsprechen.‘ Bitte richte ihm aus, dass, was er jetzt als Marotten und Projekte betrachtet, sehr wohl nach und nach gedeihen könnte. Von den vielen wird eines bestimmt Erfolg haben.“

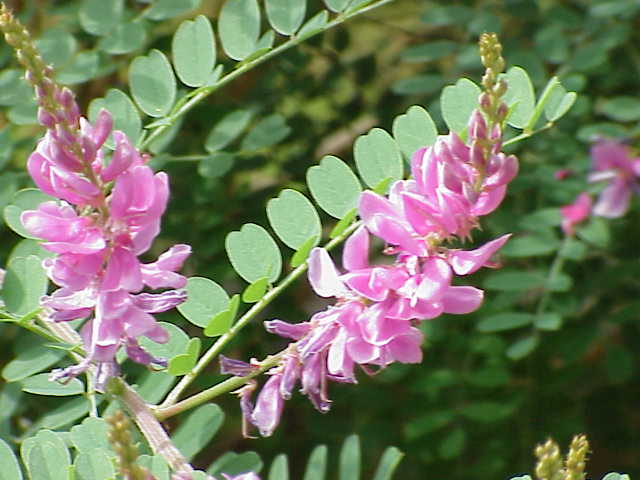
Blüte der Indigopflanze

Im Juli 1739 schrieb Eliza über ihre ersten Versuche, Indigo anzubauen. Der Farbstoff wurde für englische Uniformen benötigt und Eliza hoffte, auf diese Weise die englischen Kolonien sowie England vom französischen Indigo unabhängig zu machen. Zudem wäre es eine nützliche Einnahmequelle für South Carolina, dessen einzige nennenswerte Exportgüter Reis, Tierhäute und Holz waren. Ihre ersten Versuche schlugen fehl, teils wegen Frost, der ihre Ernte vernichtete, teils aufgrund angeblicher Sabotage durch ihren Farbstoffhersteller Nicholas Cromwell. Dennoch setzte sie ihre Versuche fort und im September 1742 berichtete sie ihrem Vater stolz: „Wir werden genug übrig behalten, um nächstes Jahr eine Ernte zu haben.“
Im Jahr 1744 konnte Eliza schließlich 17 Pfund Indigo ernten und verarbeiten. Sie sandte sechs Pfund davon nach England, wo es als qualitativ gleichwertig mit französischem Indigo eingestuft wurde. Um die Pflanze zu verbreiten, verteilte Eliza die Samen unter anderen Plantagenbesitzern. Indigo konnte gut zusammen mit Reis angebaut werden, da die jeweils arbeitsintensivsten Zeiten in verschiedene Monate fielen. So konnte die Ausbeutung der Sklaven intensiviert werden. Die Ernte erhöhte sich ständig, so dass im Jahr 1747 Indigo erstmals als Exportgut nach England verschifft wurde. England förderte den Anbau in Carolina finanziell, um Frankreich auszustechen, was die Wirtschaft und die Anpflanzungen weiter ankurbelte. Innerhalb der nächsten dreißig Jahre entwickelte sich die Indigopflanze nach Reis zum wichtigsten Exportgut South Carolinas. Kurz vor dem Amerikanischen Unabhängigkeitskrieg war der jährliche Export von Indigo auf 1.107.660 Pfund (etwa 502 kg) angewachsen, mehr als einem Drittel der Exporte South Carolinas.
Auch als verheiratete Frau setzte Eliza ihre unternehmerischen Experimente fort, inzwischen auf der Plantage ihres Mannes, Belmont am Charleston Neck und am Cooper River. Sie ließ Hanf und Flachs anbauen. Der Krieg mit Spanien beeinträchtigte den Handel mit England und die Kolonien waren gezwungen, ihre Stoffe selber herzustellen. Eliza organisierte Webstühle für ihre Plantagen, auf denen die Sklaven Baumwolle und Wolle zu Stoffen verarbeiten mussten und versuchte sich in der Seidenproduktion. Sie erntete die Seidenfäden persönlich und hatte immerhin so viel Erfolg, dass sie später drei Kleider anfertigen lassen konnte.

### Ehe und Familienleben
Während der Abwesenheit ihres Vaters freundete Eliza sich mit dem benachbarten Rechtsanwalt und Plantagenbesitzer Charles Pinckney und seiner englischen Frau Elizabeth Lamb Pinckney sowie deren Nichte Mary Bartlett, die ungefähr in ihrem Alter war, an. Das Ehepaar lud Eliza oft zu sich nach Charles Town ein und stellte ihr ihre Bibliothek zur Verfügung, Pinckney war außerdem Mitglied der Bibliotheksgesellschaft von Charleston. Elizabeth las bei den Pinckneys sowohl Samuel Richardsons Pamela, aber auch Plutarch und die Werke Vergils und John Lockes, letztere auf Anregung Charles Pinckneys.
Im Jahr 1744 beschloss Lucas, seine Familie nach Antigua zurückzuholen. Im Januar 1744 starb Elizabeth Pinckney nach längerer Krankheit, und vier Monate nach deren Tod heiratete Pinckney Eliza am 27. Mai 1744, was einigen Klatsch auslöste. Pinckney war fünfundvierzig Jahre alt, Eliza zweiundzwanzig. Pinckney war von 1736 bis 1740 Präsident des Common House of Assembly gewesen Es scheint sich um eine Liebesheirat gehandelt zu haben, da Eliza in einem ihrer Briefe schrieb: „Ich empfand so große Zuneigung zu ihm, wie sie ein menschliches Herz fühlen kann. Dies, gemeinsam mit seinen Tugenden und seiner Vorliebe für mich, schuf den stärksten Bund, der zwischen Sterblichen existieren kann.“. Zu ihrer Mitgift gehörten 20 Sklaven von Wappoo. Wappoo wurde nach ihrer Heirat mit Pinckney 1744 verkauft, um die Schulden ihres Vaters zurückzuzahlen, die Beschreibung in der South Carolina Gazette vom 11. Juni 1744 liefert einige Informationen über die Anlage. Sie enthielt demnach ein Wohnhaus, eine Scheuer, Schuppen und einen guten Garten. Sie lag in der Nähe von Verkehrswegen und hatte Bestände von Holz sowie Böden, die zum Anbau verschiedener Pflanzen geeignet waren.
In den ersten Jahren nach der Hochzeit beaufsichtigte Eliza weiterhin die verbliebenen beiden Plantagen ihres Vaters und erzog ihre Kinder. Das Geburtsdatum des ersten Sohnes, Charles Cotesworth Pinckney, wird in diversen Quellen unterschiedlich angegeben. Laut der American National Biography erblickte er am 14. Februar 1745 das Licht der Welt. In einem Brief an Mrs Bartlett bat Eliza um bestimmte Spielsachen, die ihrem Sohn das Lernen erleichtern sollten, da sie und ihr Ehemann ihrem Sohn das Alphabet beibringen wollten, sobald er sprechen konnte. „Sie bemerken wahrscheinlich, dass wir frühzeitig beginnen, denn er ist noch keine vier Monate alt.“
Elizas Vater George Lucas starb am 11. Januar 1747 in Brest als französischer Kriegsgefangener. Sie erfuhr davon im Juni 1747 durch einen Brief und erlitt eine Frühgeburt. Das Kind, George Lucas, wurde nach ihrem Vater benannt, aber starb nach fünf Tagen. 1745 ließen die Pinckney am Colleton Square in der East Bay Street in Charles Town ein prächtiges Haus (Mansion House) errichten. Hier wurden 1749 die Tochter namens Harriot geboren und 1750 der jüngste Sohn Thomas. Pinckney wurde 1750 Mitglied des Royal Council, und 1752 oberster Richter von South Carolina.
1753 bemühte sich Pinckney erfolgreich um den Posten des Commissioner of the Colony (zu deutsch: Bevollmächtigter der Kolonie) in London, eine Mittlerfunktion zwischen South Carolina und den englischen Handels- und Plantagenbeauftragten. Die Familie zog nach England um, wo Pinckney von seinem Bruder ein Landgut bei Durham geerbt hatte. Ihr Haus in Charleston vermieteten sie an den neuen Gouverneur James Glen. Die Familie wurde überraschenderweise von der verwitweten Augusta von Sachsen-Gotha-Altenburg empfangen. Als Geschenke überreichte Elizas Tochter Harriot der Prinzessin einen Witwenvogel, einen Papstfinken und einen Gold-Waldsänger, die sie aus Amerika mitgebracht hatten. Eliza schenkte der Prinzessin eines der drei Kleider aus selbst geernteten Seide. Nach kurzem Aufenthalt in London siedelte die Familie nach Ripley in Surrey um, wo sie fünf Jahre lang lebten. Während dieser Zeit verlor Pinckley seinen Posten als oberster Richter an Peter Leigh, der durch die Krone bestellt worden war.

### Rückkehr nach South Carolina und Unabhängigkeitskrieg
Die Pinckneys hatten vorgehabt, in England zu bleiben, bis ihre Söhne die Ausbildung in der Westminster School beendet hatten. Als aber der Siebenjährige Krieg in Nordamerika ausbrach, kehrten Pinckney, Eliza und Harriot im Mai 1758 nach South Carolina zurück, während ihre Söhne weiterhin in London die Schule und danach die Universität Oxford besuchten. Trotz ihrer Loyalität zu England war Eliza empört zu sehen, wie wenig das Mutterland seine Kolonien in Kriegszeiten schützte. Sie und ihr Mann planten daher, ihre Plantagen zu verkaufen und ihr Geld in einem sichereren Land anzulegen. Pinckney starb jedoch am 12. Juli 1758 an Malaria. Eliza blieb in Charleston, um ihre Plantagen zu überwachen, die in ihrer Abwesenheit schlecht bewirtschaftet worden waren. In den folgenden zehn Jahren widmete sich Eliza vor allem der Verwaltung ihrer Plantagen und ihrer Tochter, die am 15. Februar 1768 den verwitweten Hugenotten Daniel Huger Horry geheiratet hatte, den Besitzer der Reisplantage Hampton am Santee.
1769, fast elf Jahre, nachdem sie ihn zuletzt gesehen hatte, kehrte ihr Sohn Charles aus England zurück. Er und sein Bruder hatten in England vehement gegen den Stamp Act protestiert. 1774 kam auch Thomas zurück, um sich ein Jahr später der amerikanischen Armee anzuschließen. Auf die Frage, auf welcher Seite der Kriegsparteien Eliza gestanden habe, antwortete ihre Enkeltochter, sie habe „zu Gott gebetet, sie [ihre Söhne] recht zu leiten, doch gab sie weder Ratschläge noch versuchte sie Einfluss zu nehmen; denn da sie, als die beiden Kinder waren, ihr Bestes getan hätte, gute und weise Männer aus ihnen zu machen, erkannte sie nun dankbar an, dass sie sie nicht nur an Größe, sondern auch Weisheit überträfen.“ Während des Krieges wurden die Plantage Auckland 1779 von britischen Dragonern geplündert und gebrandschatzt und die Pferde und Sklaven “gestohlen”, im September 1780 wurde der Besitz der Familie beschlagnahmt und Elizabeth musste Charleston verlassen. Sie zog zu ihrer Tochter auf die Hampton Plantage und spendete £4000.00 an die Regierung von South Carolina, um den Krieg zu unterstützen. Eliza bezeichnete nun die Taten der Briten als grausam und den Sieg der Amerikaner als „großartige Befreiung“. Als während des Krieges 1799/80 die Pocken ausbrachen, leitete sie ein kleines Krankenhaus und verlor laut eigenen Angaben nur einen von fünfzehn Patienten.

### Die letzten Jahre

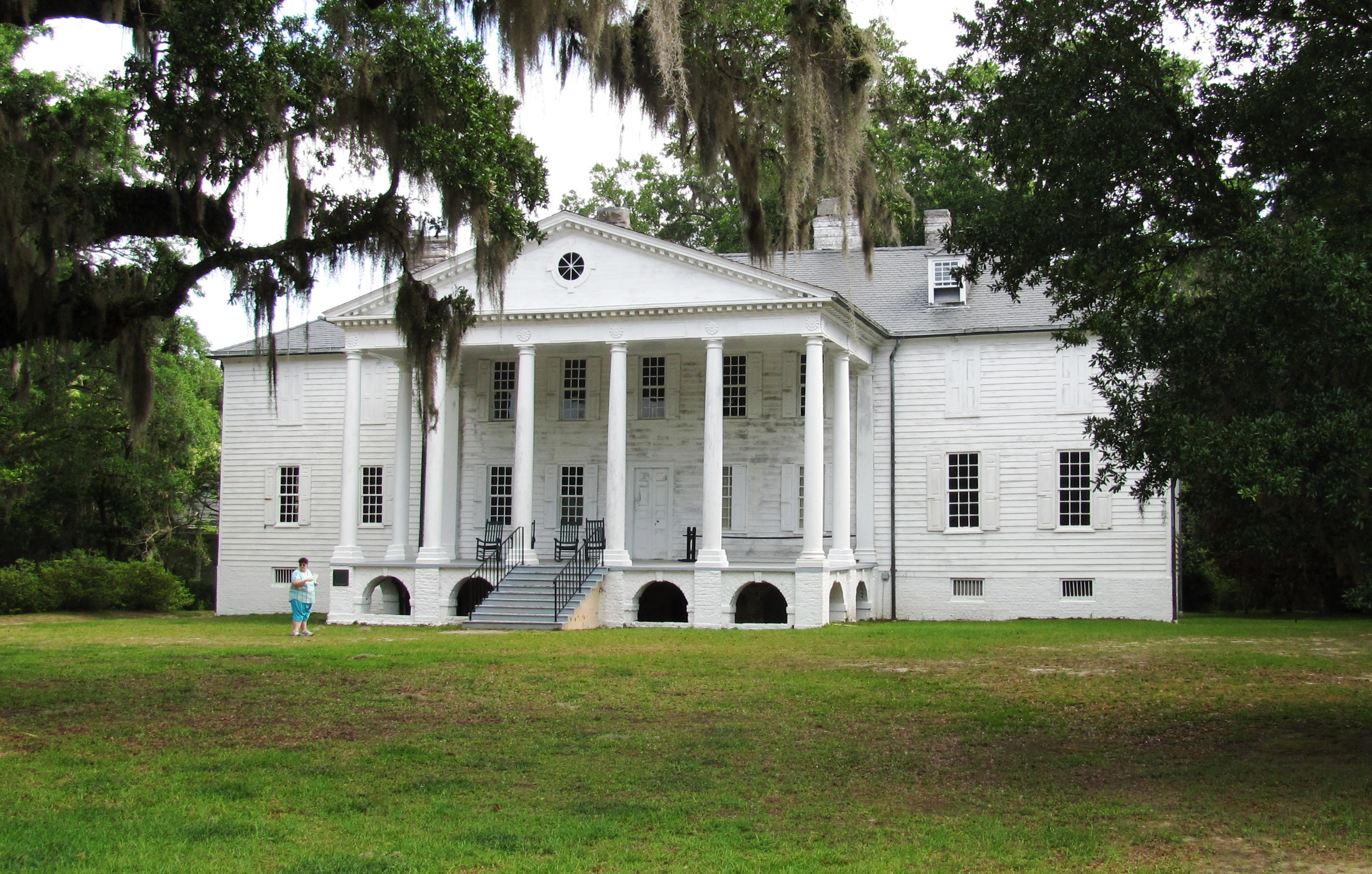
Hampton Plantation mit der George-Washington-Eiche links

Kurz nach Kriegsende starb Elizas Schwiegersohn Horry und sie lebte fortan mit ihrer verwitweten Tochter Harriot auf der Hampton Plantage. Ungefähr zur gleichen Zeit verlor ihr Sohn Charles seine Frau Sarah, worauf Eliza sich sowohl um seine drei Töchter als auch um Harriots Tochter kümmerte. In den folgenden Jahren widmete sie sich ganz ihren Enkelkindern. Um 1791 absolvierte sie ihren letzten öffentlichen Auftritt, als Präsident George Washington sie und ihre Familie auf der Hampton Plantation, besuchte und mit ihnen frühstückte. Eine Eiche, die der Präsident Harriot bat, nicht zu fällen, wurde George-Washington-Eiche genannt und steht heute noch.
Am 10. April 1793 reiste Eliza mit ihrer Tochter und drei Enkeltöchter nach Philadelphia. Sie war an Brustkrebs erkrankt und hoffte, in Philadelphia geschickte Ärzte und möglicherweise ein Heilmittel zu finden. Bei ihrer Ankunft war sie bereits schwer krank Sie starb am 26. Mai und wurde einen Tag später auf dem St. Peter’s Churchyard beerdigt. Die Behauptung, George Washington sei zu Ehren ihrer Söhne ein Sargträger gewesen scheint von ihrem Großenkel C. C. Pinckney 1895 in einer Biographie seines Großvaters Thomas Pinckney die Welt gesetzt worden zu sein und wird von zeitgenössischen Quellen nicht gestützt.
1989 wurde sie als erste Frau in die South Carolina Business Hall of Fame aufgenommen.

## Briefe
Eliza war, besonders vor ihrer Hochzeit, eine eifrige Briefschreiberin. Zwischen 1739 und 1762 legte sie Abschriften einiger ihrer Briefe in drei Notizbüchern (“Letterbooks”) an. Sie werden heute von der South Carolina Historical Society aufbewahrt. Ca. 100 ihrer Briefe sind in anderen Archiven überliefert. In den 1893 erschienenen Erinnerungen ihrer Enkeltochter Harriott Horry Ravenel sind weitere Briefe abgedruckt. Insgesamt sind 281 Briefe und ein Kochbuch erhalten.

## Nachkommen
Mit Charles Pinckney hatte Eliza vier Kinder:
- Charles Cotesworth Pinckney (* 14. Februar 1745;[40] † 16. August 1825); ⚭ 1773 Sarah Middleton
- George Lucas Pinckney (*/† Juni 1747)
- Harriot Pinckney (1749–1830); ⚭ 15. Februar 1768 Daniel Huger Horry
- Thomas Pinckney (* 23. Oktober 1750; † 2. November 1828); ⚭ 1779 Elizabeth Motte